# 松山市立北条小学校
松山市立北条小学校（まつやましりつ ほうじょうしょうがっこう）は、愛媛県松山市にある公立小学校。

## 沿革
- 1874年（明治7年）4月15日 - 北条尋常小学校（北条港町）
- 1893年（明治26年） - 安居島分校独立
- 1908年（明治41年） - 義務教育延長（6年制）
- 1912年（大正元年） - 実業補修学校併設
- 1922年（大正11年） - 北条尋常小学校、高等科（3年制）設置
- 1939年（昭和14年）10月23日 - 現校地に建築落成（辻中北田）
- 1941年（昭和16年） - 北条国民学校
- 1947年（昭和22年） - 北条町立北条小学校
- 1957年（昭和32年） - 北条市立北条小学校
- 1962年（昭和37年） - 体育館落成
- 1974年（昭和49年）10月23日 - 開校100周年記念式典挙行、100年史刊行
- 1976年（昭和51年）5月12日 - 新校舎落成
- 1977年（昭和52年）5月10日 - 開校100周年記念植樹完了
- 1977年（昭和52年）7月10日 - プール完成
- 1979年（昭和54年）4月23日 - 中庭園完成
- 1983年（昭和58年）4月1日 - 安居島本校校区になる
- 1993年（平成5年）6月3日 - 測量の碑設置
- 2004年（平成15年）4月2日 - パソコン室機種入替
- 2005年（平成17年）1月1日 - 松山市との合併に伴い、松山市立北条小学校に変更
- 2005年（平成17年）3月6日 - 全国小学生タグラグビー選手権大会ベスト8入賞
- 2009年（平成21年）3月16日 - 新体育館完成

## 通学区域
- 松山市
  - 安居島、土手内、北条、北条辻

卒業生は基本的に松山市立北条北中学校へ進学する。

## 周辺
- 松山市北条支所（旧北条市役所）
- 松山市立北条北中学校
- 愛媛県立北条高等学校
- 聖カタリナ大学
- 北条郵便局

## アクセス
- JR予讃線 伊予北条駅から北東へ400m
- せとうちバス 北条小前にて下車